# Kaplica Opatrzności Bożej w Kończycach Wielkich
Kaplica pod wezwaniem Opatrzności Bożej w Kończycach Wielkich – zabytkowa murowana kaplica znajdująca się przy pałacu w Kończycach Wielkich, w województwie śląskim, w powiecie cieszyńskim.
Została zbudowana w 1776 z fundacji właścicieli pałacu Harasowskich z Harasowa w miejscu drewnianej kaplicy z XVII wieku. W 1893 z okazji ślubu Gabrieli z.d. Larisch von Mönnich z Feliksem hrabią von Thuna und Hohensteina została zmodernizowana i uzyskała klasycystyczny wystrój.